# یواس‌اس راجرز بلاد (ای‌پی‌دی-۱۱۵)
یواس‌اس راجرز بلاد (ای‌پی‌دی-۱۱۵) (به انگلیسی: USS Rogers Blood (APD-115)) یک کشتی بود که طول آن ۳۰۶ فوت (۹۳ متر) بود. این کشتی در سال ۱۹۴۵ ساخته شد.